# منصة العمل الجوية

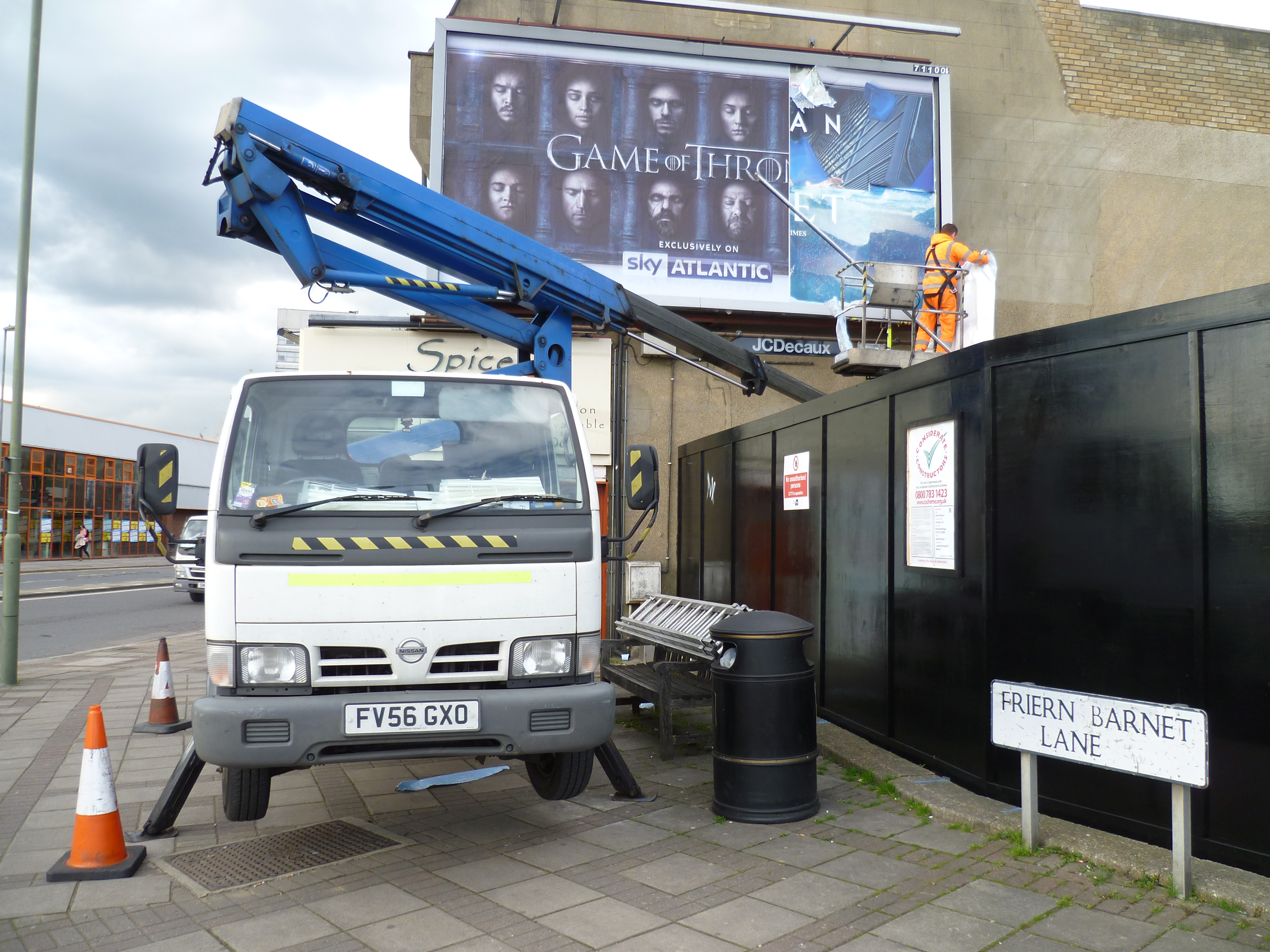
استبدال ملصق إعلاني في لندن باستخدام منصة عمل جوية.

منصة العمل الجوية (AWP) ، والمعروفة أيضًا باسم الجهاز الجوي ، أو منصة العمل المرتفعة (EWP) ، أو المصعد الجوي ، أو منتقي الكرز ، أو شاحنة الجرافة أو منصة العمل المرتفعة المتنقلة (MEWP) هي جهاز ميكانيكي يستخدم لتوفير وصول مؤقت للأشخاص أو المعدات إلى المناطق التي يتعذر الوصول إليها، وعادة ما تكون على ارتفاع. هناك أنواع مختلفة من منصات الوصول الآلية وقد تُعرف الأنواع الفردية أيضًا باسم "منتقي الكرز" أو "رافعة الذراع" أو "الرافعة المقصية".
يتم استخدامها عمومًا لأغراض الوصول المؤقتة والمرنة مثل أعمال الصيانة والبناء أو من قبل رجال الإطفاء للوصول في حالات الطوارئ، مما يميزها عن معدات الوصول الدائمة مثل المصاعد. وهي مصممة لرفع أوزان محدودة - عادة أقل من طن، على الرغم من أن بعضها يتمتع بحمل عمل آمن أعلى (SWL)  - تمييزها عن أغلب أنواع الرافعات . وعادة ما تكون قادرة على أن يتم إعدادها وتشغيلها من قبل شخص واحد.
بغض النظر عن المهمة التي يتم استخدامها من أجلها، قد توفر منصات العمل الجوية ميزات إضافية تتجاوز النقل والوصول، بما في ذلك كونها مجهزة بمنافذ كهربائية أو موصلات هواء مضغوط للأدوات الكهربائية. وقد تكون مجهزة أيضًا بمعدات متخصصة، مثل إطارات حمل زجاج النوافذ. تتوفر أيضًا وحدات Underbridge لرفع المشغلين إلى منطقة العمل. 
كما يوحي الاسم، تم تطوير جامعي الكرز في البداية لتسهيل قطف الكرز. اخترع جاي إيتل الجهاز في عام 1944 بعد قضاء يوم محبط في قطف الكرز باستخدام السلم. ومضى في إطلاق شركة Telsta Corporation، سانيفيل، كاليفورنيا في عام 1953 لتصنيع الجهاز.  كان مصنع آخر لقطف الكرز في وقت مبكر هو Stemm Brothers، Leavenworth، WA.  تطورت الاستخدامات الأخرى لجامعي الكرز بسرعة.  

## آليات الرفع

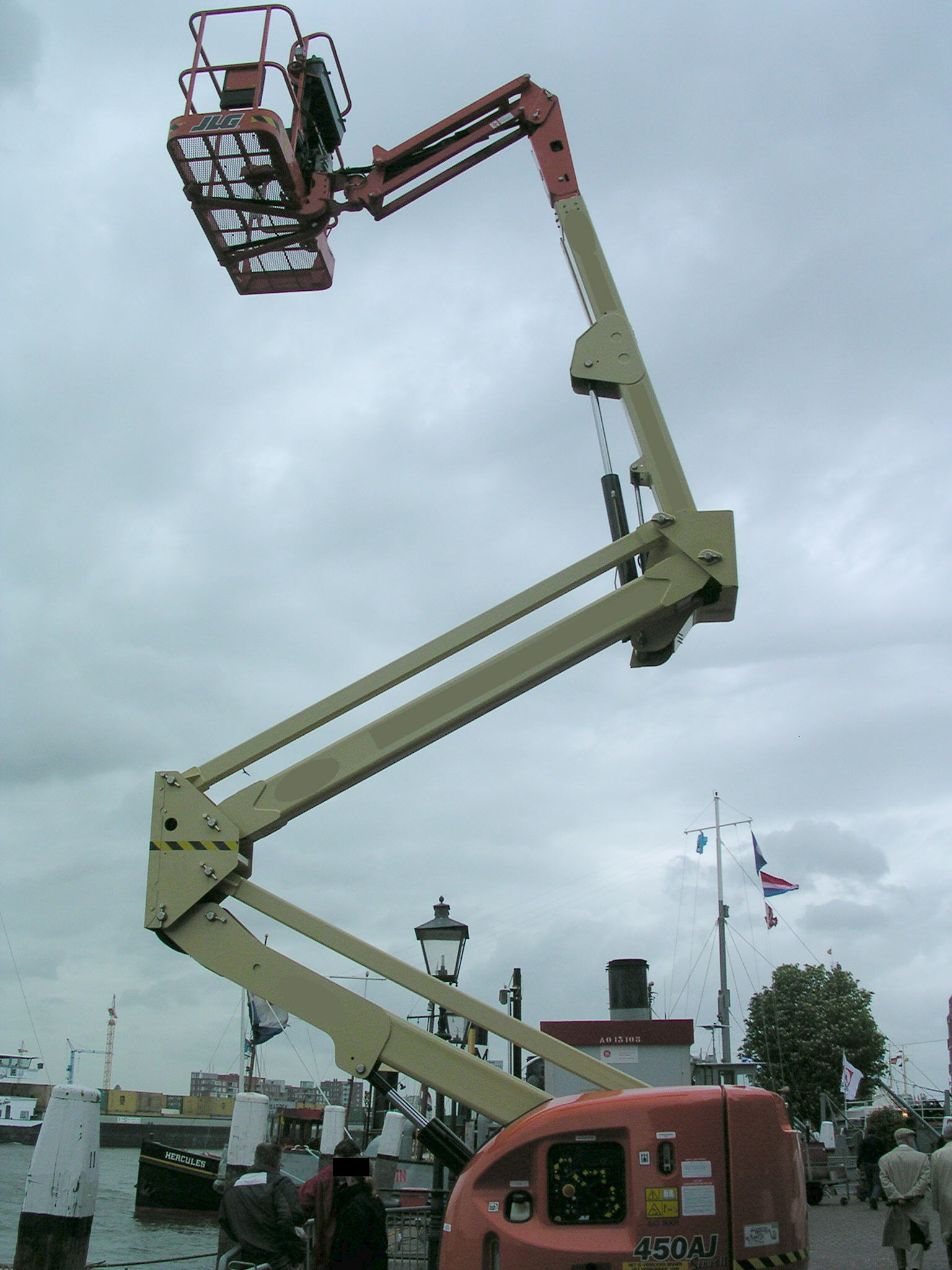
يتم عرض الرفع المفصلي

هناك عدة أنواع متميزة من منصات العمل الجوية، والتي تتميز جميعها بميزات محددة تجعلها مرغوبة بشكل أو بآخر لتطبيقات مختلفة. يكمن الاختلاف الرئيسي في آلية القيادة التي تدفع منصة العمل إلى الموقع المطلوب. يتم تشغيل معظمها إما بواسطة المكونات الهيدروليكية أو ربما بضغط الهواء . تنعكس التقنيات المختلفة أيضًا في التسعير وتوافر كل نوع.

### جهاز هوائي
تم تشغيل الأجهزة الهوائية حصريًا بواسطة مكابس هيدروليكية، تعمل بمحركات الديزل أو البنزين الموجودة في الوحدة الأساسية. تكتسب الوحدات خفيفة الوزن التي تعمل بالطاقة الكهربائية شعبية كبيرة في تنظيف النوافذ أو عمليات الصيانة الأخرى، خاصة في الداخل وفي الساحات المعزولة، حيث لا يمكن استخدام المعدات الهيدروليكية الثقيلة. الأجهزة الهوائية هي الأقرب في المظهر إلى الرافعة - وتتكون من عدد من الأقسام المفصلية، والتي يمكن التحكم فيها لتمديد المصعد في عدد من الاتجاهات المختلفة، والتي يمكن أن تتضمن غالبًا تطبيقات "أعلى وأعلى". يُعرف النوع الأكثر شيوعًا من الأجهزة الجوية في صناعة AWP باسم رافعات ذراع الرافعة المفصلية أو رافعات ذراع المفصلية، نظرًا لشكلها المميز، مما يوفر سهولة الوصول إلى مواقع الوصول المرتفعة الصعبة. 
هذا النوع من AWP هو الأكثر احتمالاً من بين الأنواع التي تُعرف باسم " منتقي الكرز "، نظرًا لأصوله، حيث تم تصميمه للاستخدام في البساتين (وإن لم يكن بساتين الكرز فقط). فهو يتيح للقاطف الذي يقف في سلة النقل قطف الفاكهة في أعلى الشجرة بسهولة نسبية (مع تصميم مفصل يضمن الحد الأدنى من الضرر للشجرة). أصبح مصطلح "منتقي الكرز" عامًا، ويستخدم بشكل شائع لوصف المصاعد المفصلية (ونادرًا ما يتم استخدام جميع المصاعد المفصلية).
هناك نوع آخر من الأجهزة الجوية وهو رافعة ذراع مستقيمة أو رافعة ذراع تلسكوبية، والتي كما يوحي اسمها تحتوي على ذراع يمتد بشكل مستقيم للوصول بشكل قطري أو رأسي مباشر عن طريق استخدام أقسام متداخلة ، مما يتيح لك الاستفادة الكاملة من نطاق طول ذراع الرافعة .
يتم تصنيف بعض AWPS على أنها مصاعد عنكبوتية نظرًا لمظهر أرجلها أثناء فردها وتمددها واستقرارها، مما يوفر قاعدة داعمة واسعة للعمل بأمان. يمكن أن تكون هذه الأرجل يدوية أو هيدروليكية (يعتمد ذلك عادةً على حجم الماكينة وسعرها).
تُستخدم AWPs على نطاق واسع في أعمال الصيانة والبناء بجميع أنواعها، بما في ذلك على نطاق واسع في صناعات الطاقة والاتصالات لخدمة الخطوط الهوائية، وفي التشجير لتوفير منصة عمل مستقلة على الأشجار الصعبة أو الخطرة. النوع المتخصص من الرفع المفصلي هو نوع جهاز الإطفاء الذي يستخدمه رجال الإطفاء في جميع أنحاء العالم كوسيلة لتوفير مستوى عالٍ أو صعوبة الوصول. غالبًا ما تحتوي هذه الأنواع من المنصات على ميزات إضافية مثل إمدادات المياه عبر الأنابيب وخراطيم المياه لمساعدة رجال الإطفاء في مهمتهم.

### رفع مقص

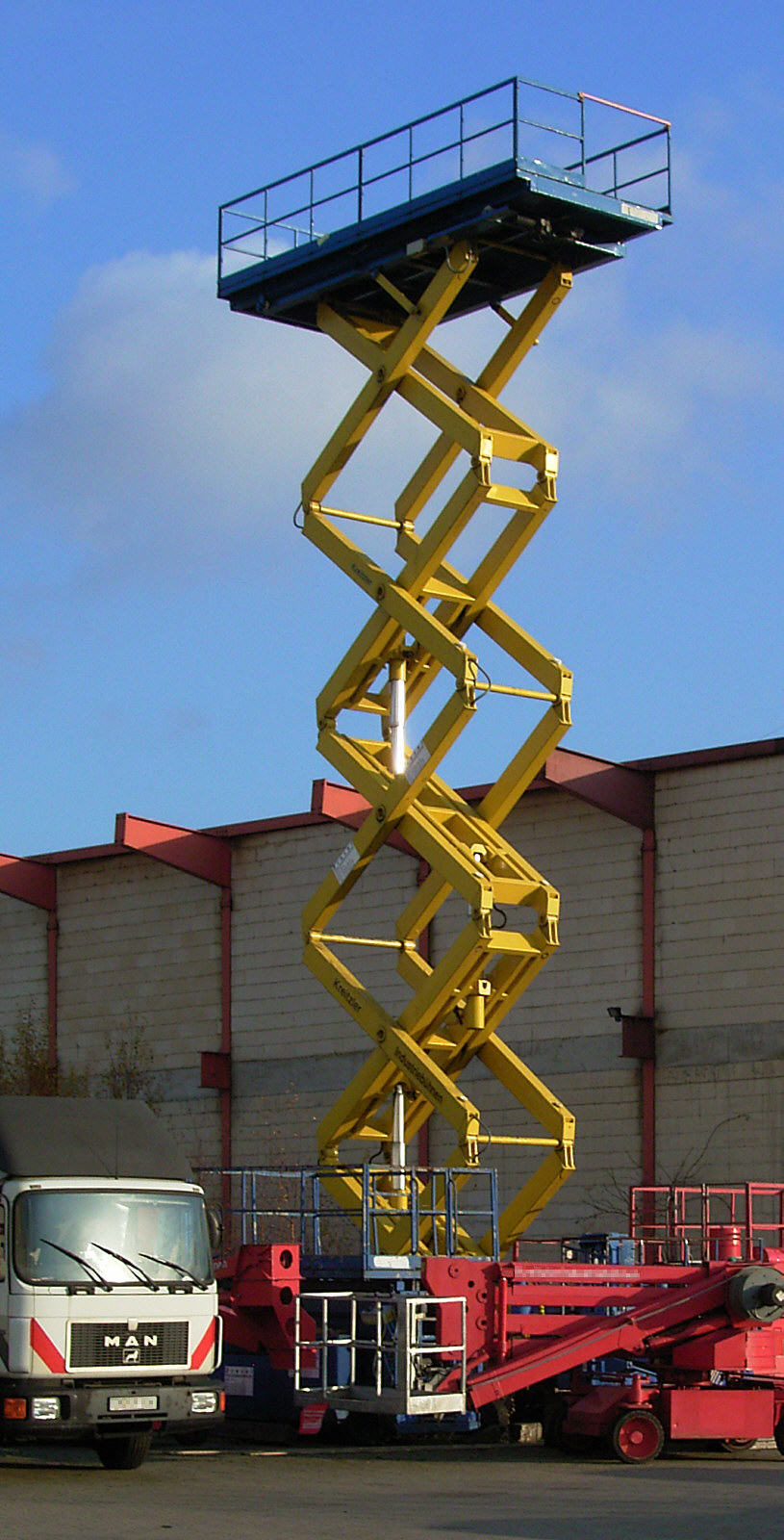
رافعة مقصية ممتدة

الرافعة المقصية هي نوع من المنصات التي يمكنها عادةً التحرك عموديًا فقط. آلية تحقيق ذلك هي استخدام دعامات مرتبطة قابلة للطي في نمط X متقاطع، والمعروف باسم المنساخ (أو آلية المقص ). يتم تحقيق الحركة الصعودية من خلال تطبيق الضغط على الجزء الخارجي من أدنى مجموعة من الدعامات، مما يؤدي إلى إطالة نمط العبور، ودفع منصة العمل عموديًا. قد تحتوي المنصة أيضًا على سطح ممتد للسماح بالوصول بشكل أقرب إلى منطقة العمل، وذلك بسبب الحدود المتأصلة للحركة العمودية فقط.

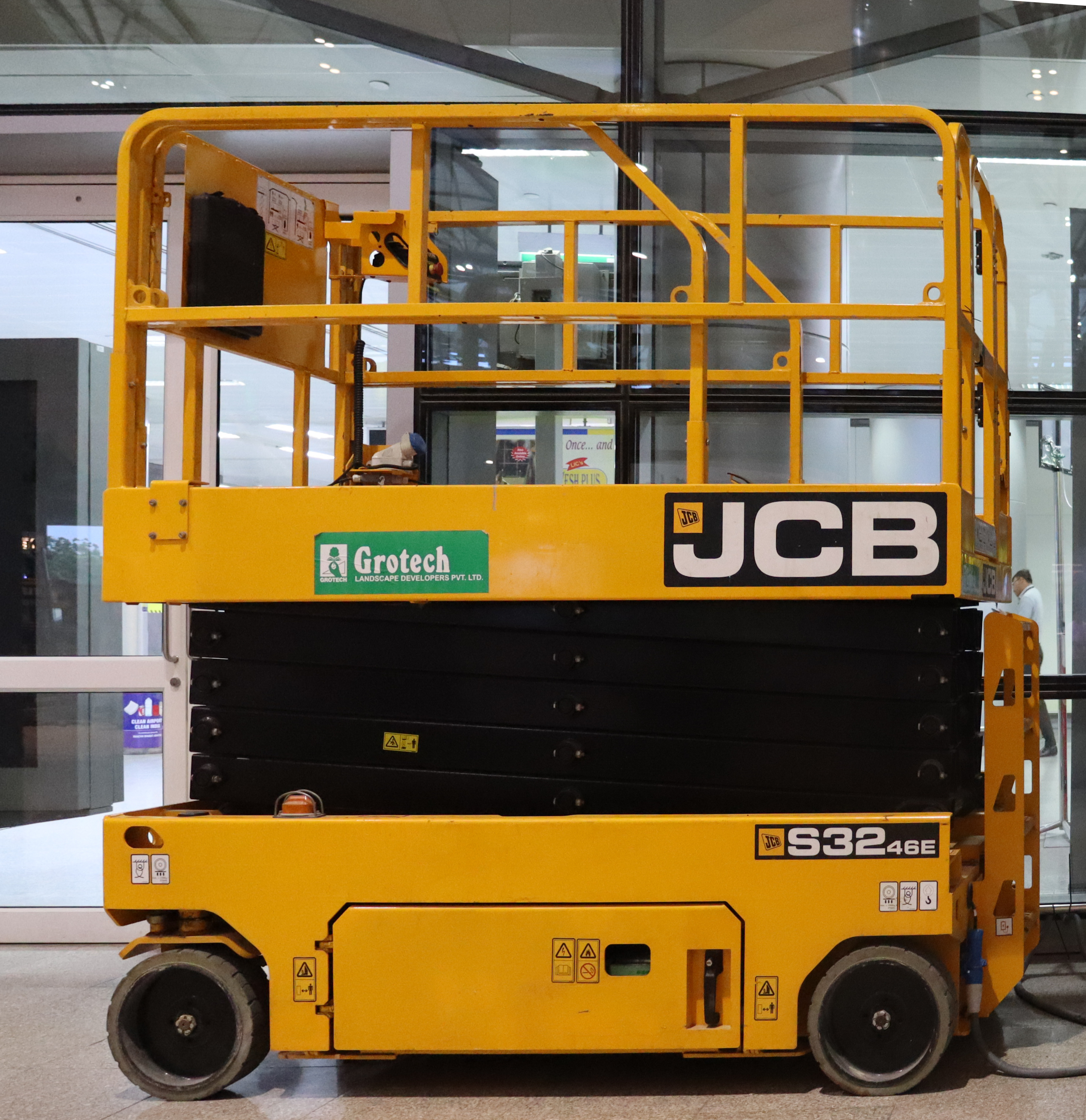
رافعة مقصية JCB S1930E في مطار راجيف غاندي الدولي، حيدر أباد

يمكن أن يكون انكماش عمل المقص هيدروليكيًا أو هوائيًا أو ميكانيكيًا (عبر المسمار اللولبي أو نظام الجريدة المسننة والترس ). اعتمادًا على نظام الطاقة المستخدم في المصعد، قد لا يتطلب الأمر أي طاقة للنزول، ويمكن القيام بذلك من خلال تحرير بسيط للضغط الهيدروليكي أو الهوائي. هذا هو السبب الرئيسي وراء تفضيل هذه الطرق لتشغيل المصاعد، لأنها تتيح خيارًا آمنًا لإعادة المنصة إلى الأرض عن طريق تحرير الصمام اليدوي.
وبصرف النظر عن متغيرات الارتفاع والعرض، هناك بعض الاعتبارات المطلوبة عند اختيار رافعة مقصية. تحتوي الرافعات المقصية الكهربائية على إطارات أصغر ويمكن شحنها بواسطة نقطة طاقة قياسية. تناسب هذه الآلات عادةً الأسطح الأرضية المستوية وتكون انبعاثاتها من الوقود معدومة أو قليلة. تحتوي الرافعات المقصية التي تعمل بالديزل على إطارات أكبر للطرق الوعرة مع خلوص أرضي مرتفع لظروف الأسطح الخارجية غير المستوية. تحتوي العديد من الآلات على ركائز يمكن نشرها لتحقيق استقرار الآلة أثناء التشغيل.

### مصعد الفندق
هناك عدد من المصاعد الصغيرة التي تستخدم الأجهزة الميكانيكية للتمديد، مثل الجريدة المسننة والترس أو الخيوط اللولبية . غالبًا ما تحتوي هذه الأقسام على أقسام متجاورة تتحرك بجانب بعضها البعض لتسهيل الحركة، عادةً في الاتجاه الرأسي فقط. عادة ما تكون هذه المصاعد ذات قدرة محدودة من حيث الوزن والامتداد، وغالباً ما تستخدم لمهام الصيانة الداخلية، مثل تغيير مصابيح الإضاءة.

## آليات الدافع

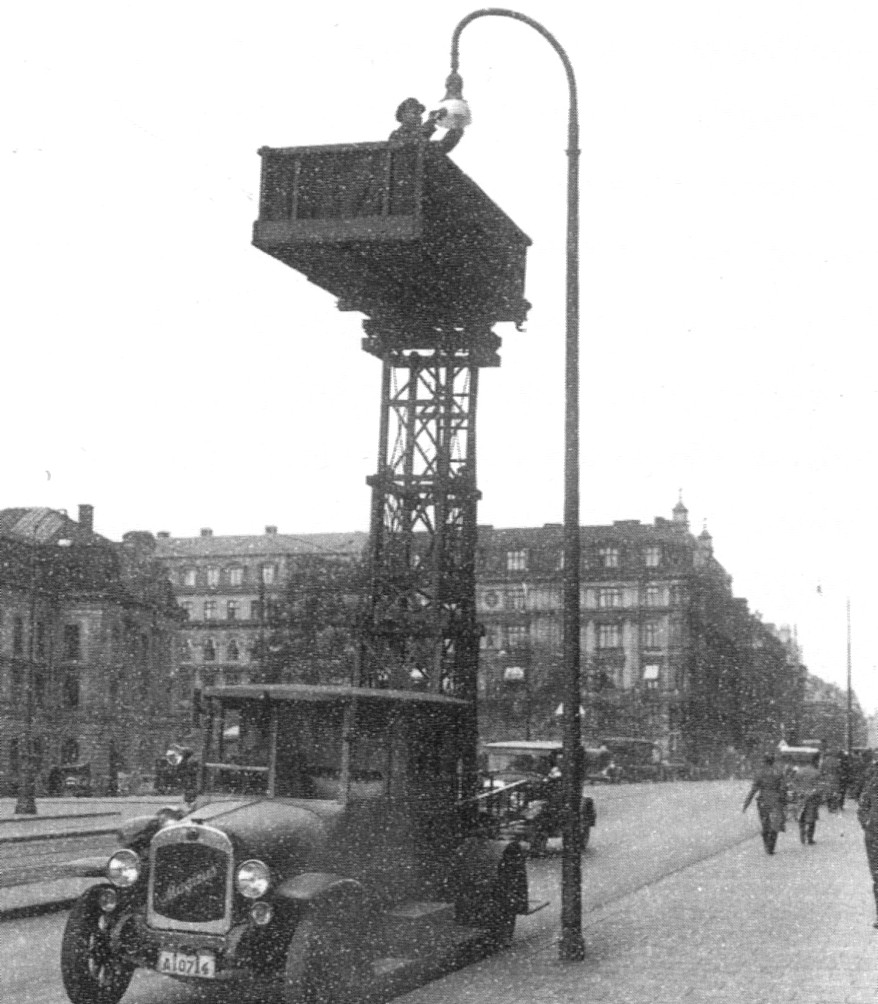
نسخة من عشرينيات القرن العشرين في السويد ، للعمل على أضواء الشوارع العامة.

إن خطط العمل السنوية، بطبيعتها، مصممة للأعمال المؤقتة وبالتالي تتطلب في كثير من الأحيان النقل بين المواقع، أو ببساطة حول موقع واحد (غالبًا كجزء من نفس الوظيفة). لهذا السبب، تم تصميمها جميعًا تقريبًا لسهولة الحركة والقدرة على الركوب لأعلى ولأسفل على منحدرات الشاحنات.

### غير مدعوم
هذه الوحدات الأصغر عادة ليس لها محرك دافع وتتطلب قوة خارجية لتحريكها. اعتمادًا على الحجم وما إذا كانت ذات عجلات أو مدعومة بطريقة أخرى، قد يكون ذلك ممكنًا يدويًا، أو قد يتطلب مركبة للقطر أو النقل. يمكن أن تكون أجهزة AWP الصغيرة غير المزودة بالطاقة خفيفة بما يكفي لنقلها في شاحنة صغيرة، ويمكن عادةً نقلها عبر مدخل قياسي.

### ذاتية الدفع
هذه الوحدات قادرة على القيادة بنفسها (على عجلات أو مسارات ) حول الموقع (عادة ما تتطلب نقلها إلى الموقع، لأسباب تتعلق بالسلامة والاقتصاد). في بعض الحالات، ستكون هذه الوحدات قادرة على التحرك أثناء تقدم المهمة، على الرغم من أن هذا غير ممكن في الوحدات التي تتطلب ركائز ممتدة آمنة، وبالتالي الأكثر شيوعًا في أنواع الرافعات المقصية. يمكن أن تكون الطاقة تقريبًا أي شكل من أشكال نظام الدفع الميكانيكي القياسي، بما في ذلك الطاقة الكهربائية أو البنزين، أو في بعض الحالات، الهجين (خاصة عندما يمكن استخدامه في الداخل والخارج).
تتميز مصاعد الأشخاص هذه عن الرافعات التلسكوبية من حيث أن الأخيرة عبارة عن رافعات حقيقية مصممة لتوصيل حمولات البضائع مثل المنصات المليئة بمواد البناء (بدلاً من مجرد شخص لديه بعض الأدوات).

### محمولة على السيارة
يتم تركيب بعض الوحدات على مركبة، عادة ما تكون شاحنة . يمكن أيضًا تركيبها على شاحنة صغيرة مسطحة الظهر تُعرف بالقيادة الذاتية، على الرغم من إمكانية وجود مركبات أخرى، مثل السيارات المسطحة . توفر هذه السيارة القدرة على الحركة، وقد تساعد أيضًا في استقرار الوحدة - على الرغم من أن مثبتات أذرع الامتداد لا تزال نموذجية، خاصة وأن أجهزة AWP المثبتة على المركبات هي من بين الأكبر من نوعها. يمكن للمركبة أيضًا زيادة وظائفها من خلال العمل كورشة عمل متنقلة أو متجر.

## يتحكم
يتم التحكم في وظائف القيادة المدعومة بالطاقة (في حالة تركيبها) والرفع الخاصة بـ AWP بواسطة المشغل، الذي يمكن أن يكون موجودًا إما على منصة العمل نفسها، أو على لوحة التحكم الموجودة في قاعدة الوحدة. يتم تجهيز بعض الطرازات بلوحة في كلا الموقعين أو بجهاز تحكم عن بعد، مما يتيح للمشغل اختيار الموضع. يمكن أيضًا أن تعمل لوحة التحكم الموجودة بالقاعدة كميزة أمان إذا كان المشغل على ارتفاع لأي سبب من الأسباب وأصبح غير قادر على تشغيل أدوات التحكم الخاصة به. حتى الموديلات غير المزودة بلوحة تحكم في القاعدة عادة ما تكون مزودة بمفتاح طوارئ من نوع ما، والذي يسمح بخفض المصعد يدويًا (عادةً عن طريق تحرير الضغط الهيدروليكي أو الهوائي) في حالة الطوارئ أو انقطاع التيار الكهربائي.
تختلف عناصر التحكم حسب الطراز، ولكنها غالبًا ما تكون إما أزرار أو عصا تحكم . ويعتمد نوع وتعقيد هذه المهام على الوظائف التي تستطيع المنصة القيام بها، مثل:
- الحركة العمودية
- الحركة الجانبية
- الحركة الدورانية ( الاتجاه الكاردينال )
- حركة المنصة / السلة — عادةً، يقوم النظام تلقائيًا بتسوية المنصة، بغض النظر عن موضع ذراع الرافعة، ولكن بعضها يسمح بالتجاوزات، والإمالة حتى 90 درجة للعمل في المواقع الصعبة.
- الحركة الأرضية (في النماذج ذاتية الدفع)

## أمان

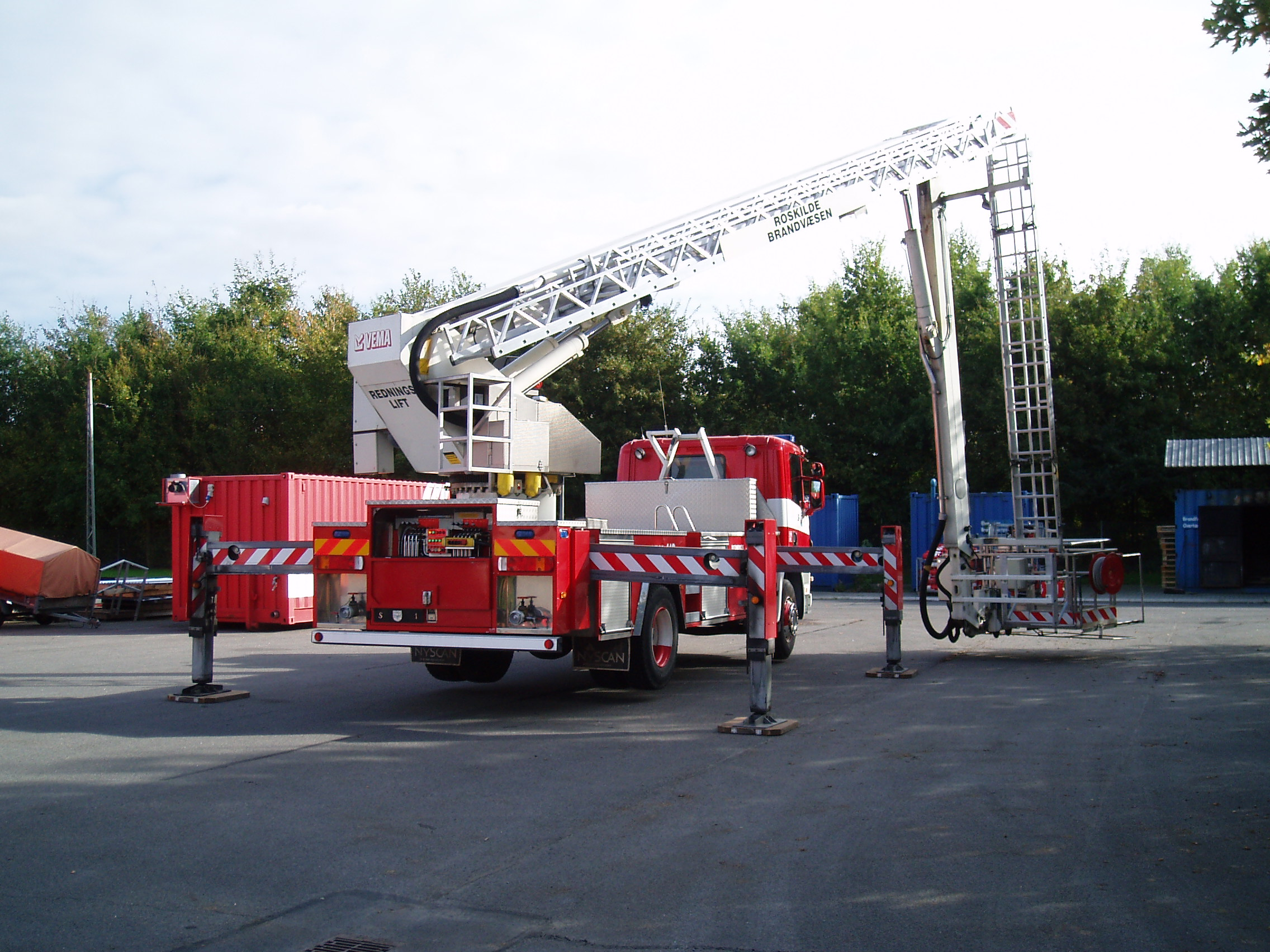
منصة مفصلية تلسكوبية مثبتة على أجهزة مكافحة الحرائق في الدنمارك. توفر هذه مرونة أكبر من محركات السلم.

لدى غالبية الشركات المصنعة والمشغلين معايير سلامة صارمة لتشغيل AWPs. في بعض البلدان، يلزم الحصول على ترخيص وتأمين لتشغيل بعض أنواع خطة العمل السنوية. تدعو معظم البروتوكولات إلى تدريب كل مشغل، سواء كان مفوضًا أم لا. يعتمد معظم المشغلين قائمة مرجعية لعمليات التحقق التي يجب إكمالها قبل كل استخدام. يوصي المصنعون بجداول الصيانة الدورية.
يتم تجهيز منصات العمل بقضبان أمان أو حواجز حماية حول المنصة نفسها لاحتواء المشغلين والركاب. ويتم استكمال ذلك في معظم النماذج بنقطة تقييد، مصممة لتأمين حزام الأمان أو مانع السقوط. تحتوي بعض منصات العمل أيضًا على حافة حول أرضية المنصة نفسها لتجنب ركل الأدوات أو المستلزمات عن طريق الخطأ من المنصة. تتطلب بعض البروتوكولات ربط جميع المعدات بالهيكل بواسطة حبال فردية.
عند استخدام AWPs بالقرب من خطوط الكهرباء العلوية ، قد يتعرض المستخدمون للصعق بالكهرباء إذا لامس المصعد الأسلاك الكهربائية. يمكن استخدام مواد غير موصلة، مثل الألياف الزجاجية ، لتقليل هذا الخطر. قد يتم تحديد "المناطق المحظورة" بالقرب من المخاطر الكهربائية. 
غالبًا ما يتم تجهيز AWPs بمجموعة متنوعة من أجهزة استشعار الإمالة. المستشعر الأكثر تنشيطًا هو مستشعر الوزن الزائد الذي لن يسمح للمنصة بالرفع إذا تم تجاوز الحد الأقصى لوزن التشغيل. تكتشف المستشعرات الموجودة داخل الماكينة أن الوزن الموجود على المنصة غير متوازن إلى حد يعرضك لخطر الانقلاب المحتمل إذا تم رفع المنصة أكثر. سيرفض مستشعر آخر تمديد المنصة إذا كانت الآلة على منحدر كبير. تتميز بعض نماذج AWPs بالإضافة إلى ذلك بأثقال موازنة، والتي تمتد من أجل تعويض خطر قلب الماكينة المتأصل في العناصر الممتدة مثل أذرع التطويل أو الجسور.
كما هو الحال مع معظم الأجهزة الميكانيكية الخطيرة، فإن جميع أجهزة AWP مزودة بزر إيقاف الطوارئ الذي يمكن للمستخدم تفعيله في حالة حدوث خلل أو خطر. تملي أفضل الممارسات تركيب أزرار التوقف في حالات الطوارئ على المنصة وفي القاعدة كحد أدنى. تشمل ميزات السلامة الأخرى الفحص الذاتي التلقائي لأجزاء عمل AWP، بما في ذلك مقياس الفولتميتر الذي يكتشف ما إذا كان المصعد لديه طاقة غير كافية لإكمال مهامه ومنع التشغيل إذا كان جهد الإمداد غير كافٍ. توفر بعض برامج AWP أذرع خفض يدوية في قاعدة الماكينة، مما يسمح للمشغلين بخفض المنصة إلى الأرض في حالة انقطاع الطاقة أو التحكم، أو الاستخدام غير المصرح به للماكينة.

## تأجير المعدات
غالبًا ما يتم شراء AWPs من قبل شركات تأجير المعدات، والتي تقوم بعد ذلك بتأجيرها لشركات البناء أو الأفراد الذين يحتاجون إلى هذه الآلات المتخصصة. ومن المعروف أن سوق هذه الآلات يتميز بدورات ازدهار وكساد قوية بشكل خاص، وبعد الطلب الكبير في التسعينيات، انهار السوق في عام 2001، مما أدى إلى انكماش قوي بين الشركات المصنعة. بدأت الصناعة فترة نمو قوية مرة أخرى في عام 2003 مما أدى إلى ذروة الشحنات في عام 2007 قبل الانهيار الاقتصادي في عام 2008. تسبب انهيار عام 2008 في اندماج قوي بين شركات التأجير ووصلت الصناعة إلى مستويات شحن عالية للوحدات مرة أخرى في عام 2018.